# Muttseehütte
Die Muttseehütte ⓘ ist eine Berghütte der Sektion Winterthur des Schweizer Alpen-Clubs (SAC) im Kanton Glarus der Schweiz. Sie liegt am Kistenpass in den Glarner Alpen, südlich von Linthal auf dem Hochplateau Mutten über dem namensgebenden Muttsee auf 2501 m ü. M..
Die Hütte bietet 69 Schlafplätze und ist ab ca. Mitte Juni bis ca. Mitte Oktober bewartet. In der übrigen Zeit steht sie als Schutzhütte mit Winterraum und 8 Schlafplätzen offen.

## Geschichte
Die Hütte wurde 1887 auf Anregung von Johann Jakob Weber, dem Gründer der Färberei Schleife, erbaut. Dieser pflegte geschäftliche Beziehungen zur Textilindustrie im Glarnerland. Entworfen wurde die Hütte vom Hüttenbaupionier Julius Becker, der in Linthal eine Spinnerei und Weberei betrieb und gleichzeitig Mitglied der Sektion Tödi des SAC war. Der Bau der damals 20 Leute fassenden Hütte kostete 900 Franken, wobei die Transportkosten für die bereits im Tal erstellte Hütte mit 1600 Franken teurer zu stehen kamen als der Bau selbst. Ausgestattet war die eingeschossige und 25 Quadratmeter grosse Hütte mit Liegepritschen sowie einer geschützten Kochstelle. Eine Toilette hatte die Hütte zu Beginn nicht, diese wurde jedoch bereits im ersten Sommer noch angebaut.
1902 wurde die Hütte um einen Ofen sowie ein Holzlager erweitert. In den 1930er-Jahren bot die Hütte 35 Schlafplätze. 1934 wurde 200 Meter vom alten Standort entfernt ein 45 Schlafplätze fassender Neubau eingeweiht. Dieser Neubau wurde vor 40 Jahren nochmals für eine halbe Million Franken auf die heutige Grösse von 75 Schlafplätzen erweitert.
Der Muttsee wurde erstmals ab 1959 mit einem Erddamm zur Energiegewinnung höher gestaut, seit 2014 bietet der See mit einer bis zu 30 Meter hohen Betonstaumauer einen neuen Anblick. Die Hütte selbst wurde 2013 zuletzt für 1,3 Mio. Franken renoviert.

## Zustiege

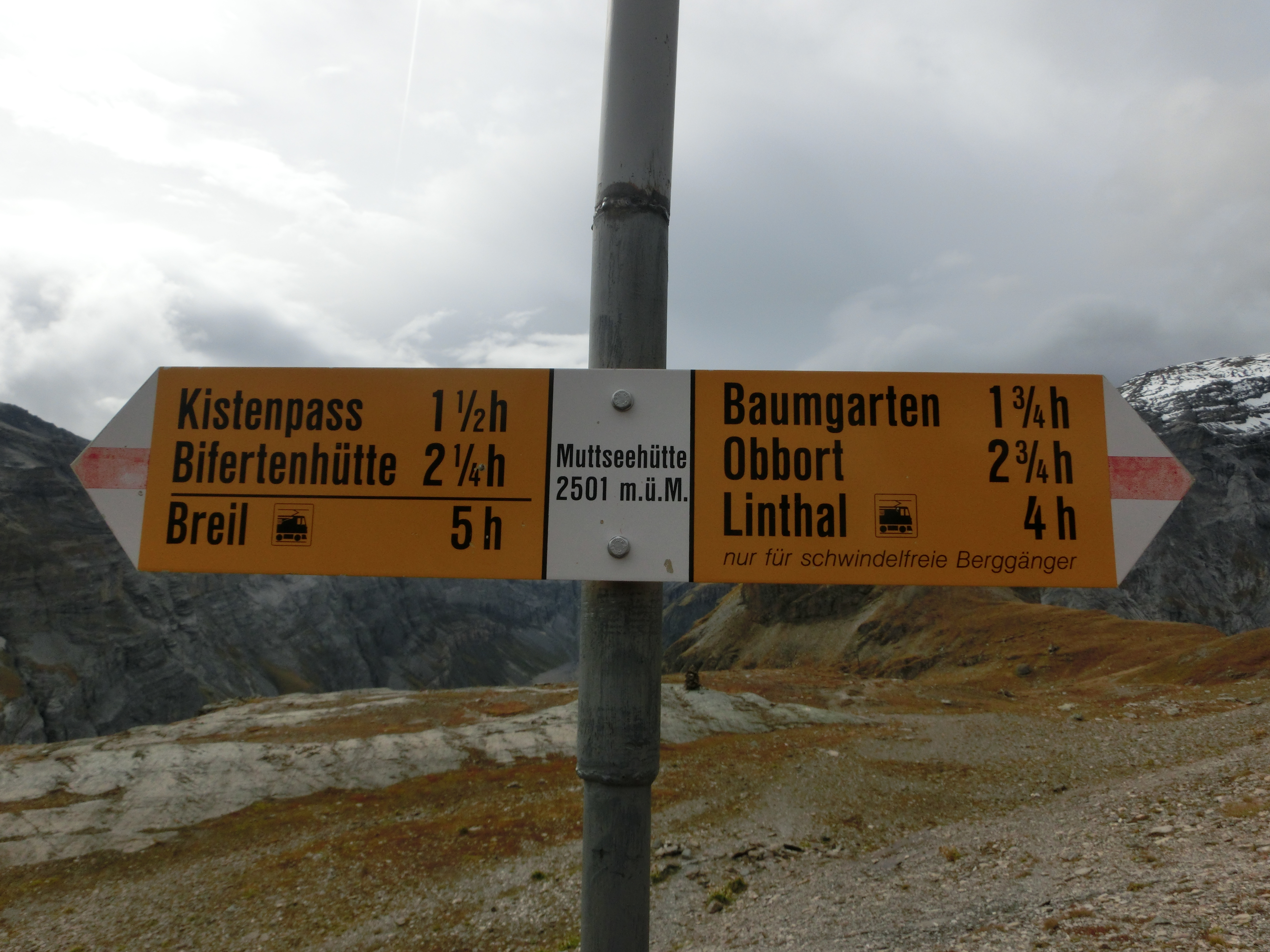
Wegweiser bei der Muttseehütte

Der Zugang zur Muttseehütte via Limmernboden (Stausee) ist nicht mehr möglich.

### Von Linthal
- Ausgangspunkt: Linthal (662 m), Tierfehd (805 m) oder Kalktrittli (1860 m)
- Via: Pantenbrugg, Baumgarten, Nüschegg, Muttenwändli
- Schwierigkeit: B, als Wanderweg weiss-rot-weiss markiert
- Zeitaufwand: 6½ Stunden von Linthal, 5 Stunden von Tierfehd oder 2½ Stunden vom Kalktrittli
- Alternative: Linthal, Auengüeter, Bodenberg, Obbortberg (EB)
- Bemerkung: Bis Kalktrittli kann mit der Seilbahn der Kraftwerke Linth-Limmern gefahren werden[3]

### Von Breil/Brigels
- Ausgangspunkt: Breil/Brigels (1280 m)
- Via: Alp da Stiarls, Rubi Sut, Rubi Sura, Kistenpass (2640 m)
- Schwierigkeit: B, als Wanderweg weiss-rot-weiss markiert
- Zeitaufwand: 6 Stunden
- Alternative: Alp Quader (1906 m, Ende der Fahrstrasse ab Breil/Brigels), Cuolm da Rubi, Rubi Sura (-1½ Stunden)

### Von Elm
- Ausgangspunkt: Elm (977 m) bzw. Wichlenberg (1297 m)
- Via: Panixer Pass (2407 m), Forcla da Gavirolas (2528 m), Falla Lenn (2578 m), Kistenpass (2640 m)
- Schwierigkeit: B, als Wanderweg weiss-rot-weiss markiert
- Zeitaufwand: 11 Stunden von Elm, 9½ Stunden von Wichlenberg

### Von Linthal über den Vorstegstock
- Ausgangspunkt: Linthal (662 m)
- Via: Vorstegstock (2678 m), westlich am Scheidstöckli vorbei auf dem Grat (2742 m), westlich am Muttsee vorbei
- Schwierigkeit: EB
- Zeitaufwand: 6 Stunden
- Alternative: Vom Grat (2742 m) Rüchi (2850 m) und Nüschenstock (2893 m) überschreiten (+1 Stunde, BG)

## Benachbarte Hütten

### Kistenpasshütte
- Ziel: Kistenpasshütte (2714 m)
- Schwierigkeit: B, als Wanderweg weiss-rot-weiss markiert
- Zeitaufwand: 1½ Stunden

### Bifertenhütte
- Ziel: Bifertenhütte (2482 m)
- Route: Kistenpasshütte (2714 m), Kistenpass (2640 m)
- Schwierigkeit: B, als Wanderweg weiss-rot-weiss markiert
- Zeitaufwand: 2¼ Stunden

### Panixerpasshütte
- Ziel: Panixerpasshütte (2407 m)
- Route: Kistenpasshütte (2714 m), Kistenpass (2640 m), Falla Lenn (2578 m), Forcla da Gavirolas (2528 m), Panixerpass (2407 m)
- Schwierigkeit: B, als Wanderweg weiss-rot-weiss markiert
- Zeitaufwand: 5¾ Stunden

### Claridenhütte
- Ziel: Claridenhütte (2457 m)
- Route: Muttenwändli, Nüschegg, Baumgarten, Pantenbrugg (988 m), Schwämmliwald
- Schwierigkeit: B, als Wanderweg weiss-rot-weiss markiert
- Zeitaufwand: 8 Stunden
- Alternativen: Von Kalktrittli nach Tierfehd kann mit der Seilbahn der Kraftwerke Linth-Limmern gefahren werden.

### Camona da Punteglias
- Ziel: Camona da Punteglias (2311 m)
- Route: Kistenpasshütte (2714 m), Kistenpass (2640 m), Rubi Sura, Rubi Sut (1626 m), Frisal, Barcun Frisal Sut (2804 m)
- Schwierigkeit: WS
- Zeitaufwand: 8½ Stunden
- Bemerkungen: Westseite des Barcun Frisal Sut ist mit Drahtseilen gesichert. Schuttbesetzte Steilkehle ist für Gruppen ungünstig.

## Gipfelziele
- Nüschenstock (2893 m), BG, 1 Stunde
- Rüchi (2850 m), BG, via Grat zwischen Rüchi und Scheidstöckli, 1½ Stunden
- Scheidstöckli (2809 m), WS, via Locherligrat, 2 Stunden
- Hintersulzhorn (2738 m), BG bis WS, 1 Stunden
- Ruchi (3107 m), EB, 2½ Stunden
- Hausstock (3158 m), WS, via Ruchi, 4 Stunden
- Muttenstock (3089 m), EB, via Kistenpasshütte, 4 Stunden
- Muttenbergen (2956 m), B, via Kistenpasshütte, 3¼ Stunden

## Bilder

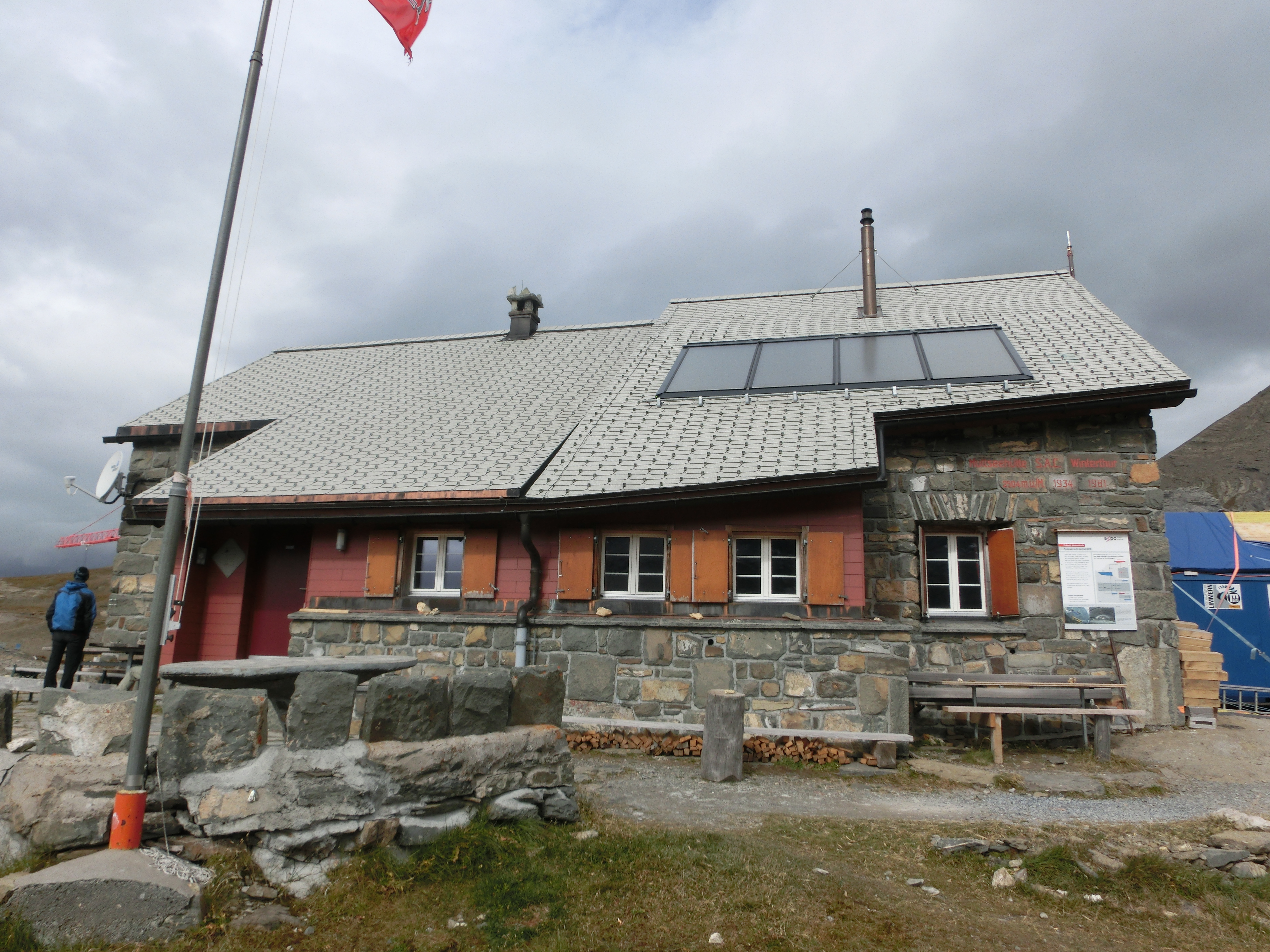
Die Hütte von Süden.
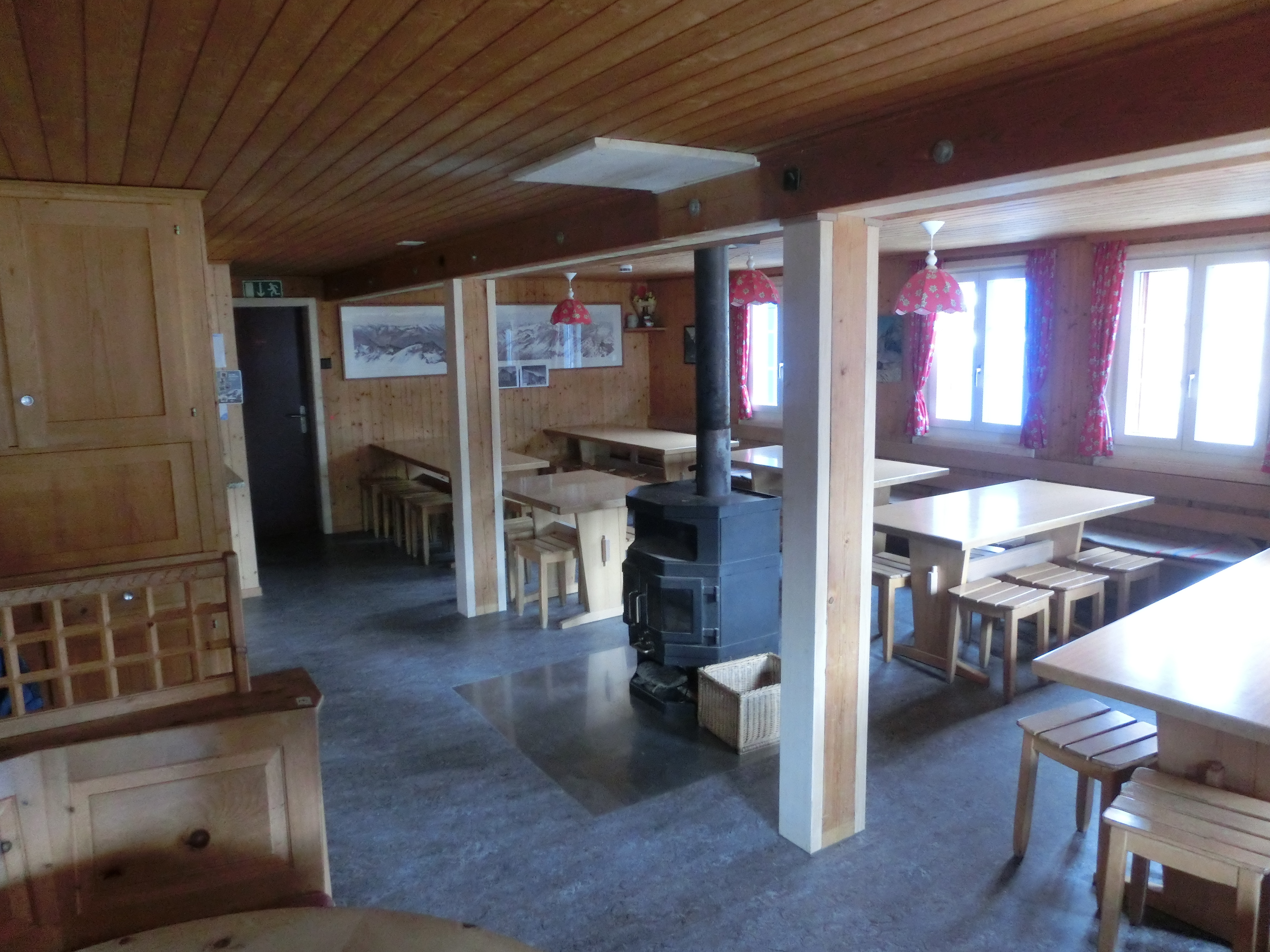
Esszimmer der Muttseehütte.
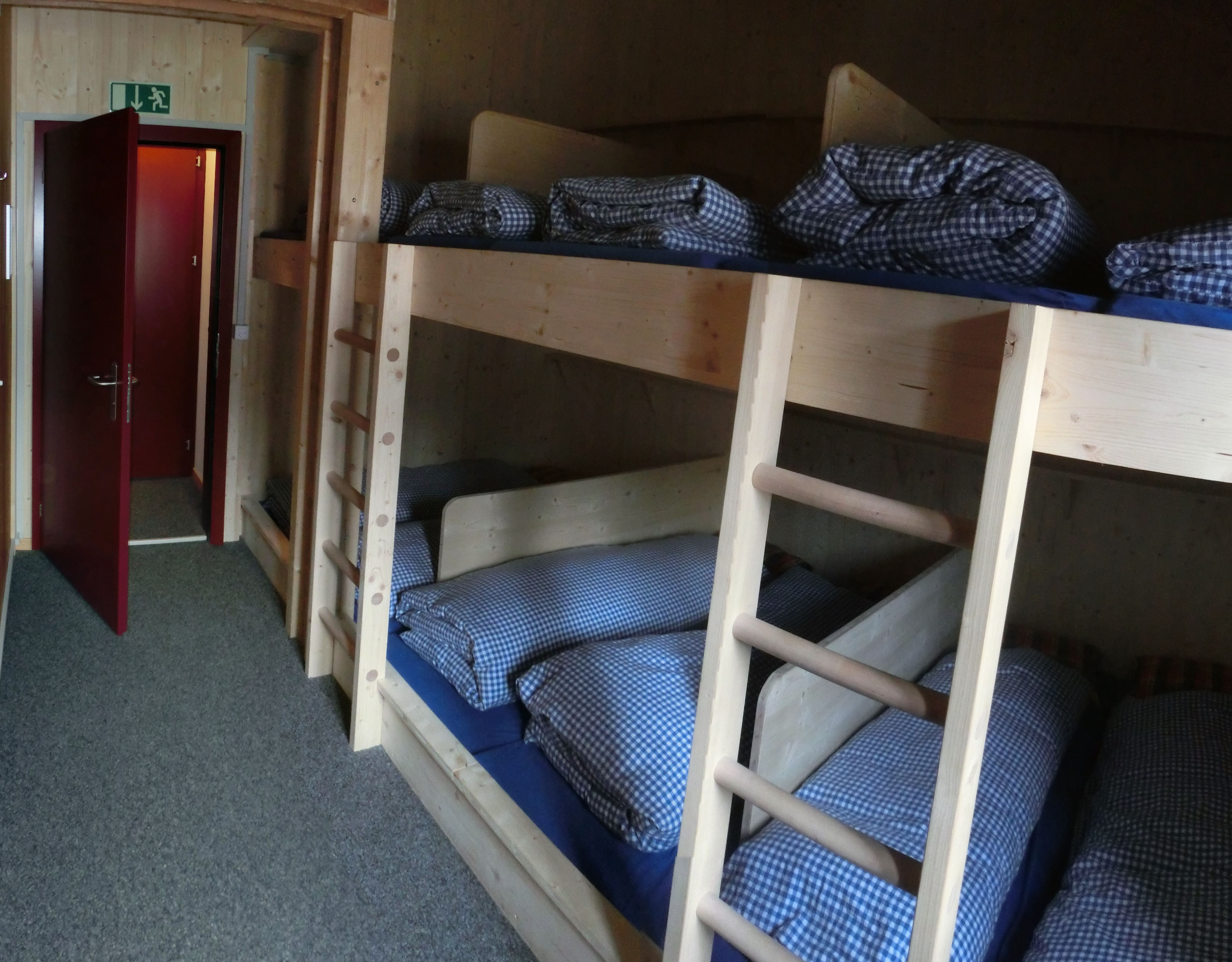
Ein Schlafraum in der Muttseehütte.
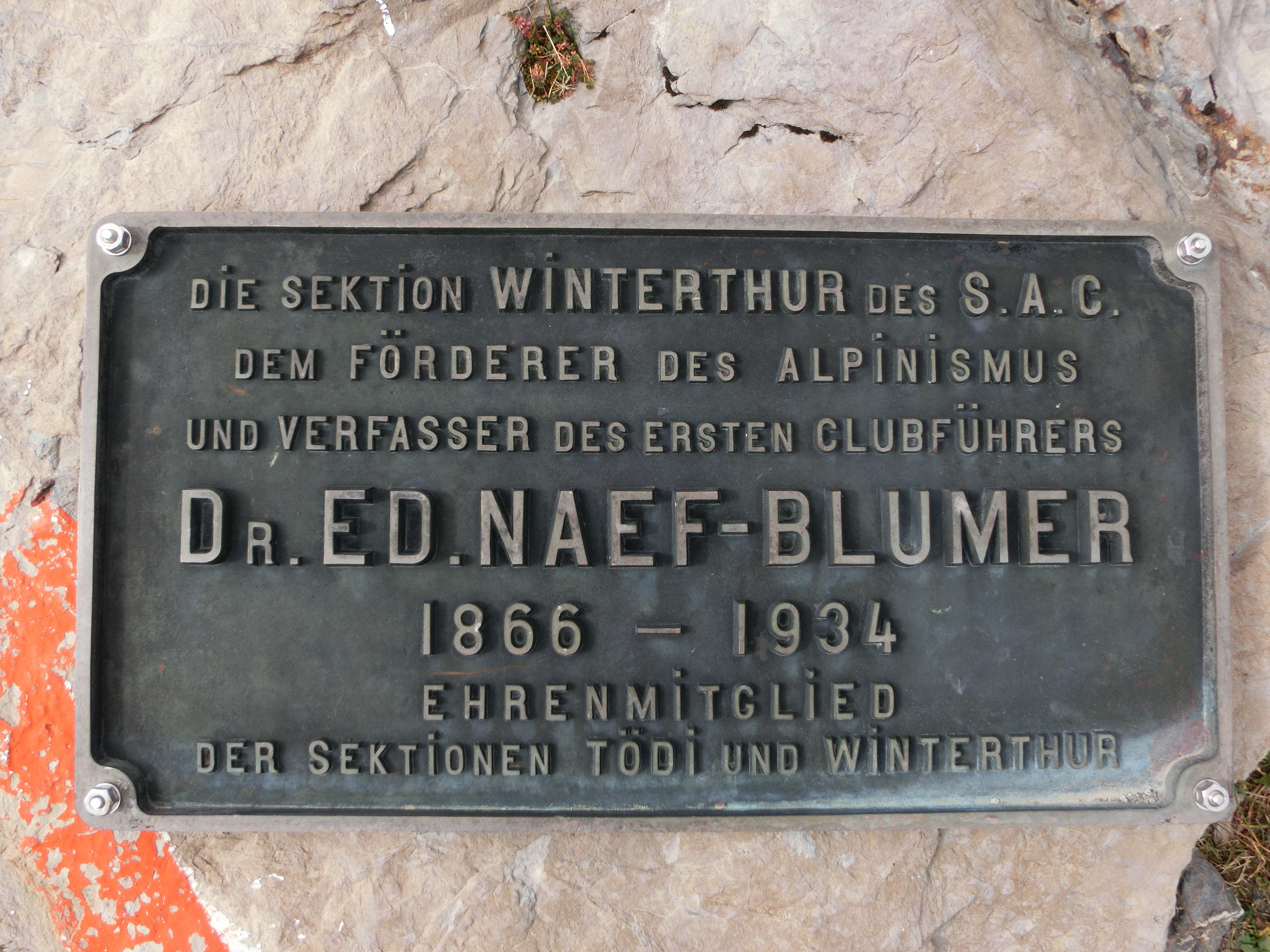
Hinweistafel in der Nähe der Muttseehütte.